# Phragmipedium warscewiczii
Phragmipedium warscewiczii là một loài thực vật có hoa trong họ Lan. Loài này được (Rchb. f.) Christenson mô tả khoa học đầu tiên năm 2006.